# V район (Кроводжа)
Дзельни́ца V Кроводжа (пол. Dzielnica V Krowodrza) — дзельница, административно-территориальная и вспомогательная единица Краковской городской гмины, один из 18 административных районов Кракова. Администрация дзельницы располагается по адресу ul. Kazimierza Wielkiego 112/2. В настоящее время Председателем дзельницы является Пётр Климович.

## География
Дзельница V Кроводжа граничит на северо-западе с Дзельницей VI Броновице, на севере с Дзельницей IV Прондник-Бялы, на юго-западе с Дзельницей VII Звежинец и на юге — Дзельницей I Старе-Място.
Площадь дзельницы составляет 538,32 гектаров. В состав дзельницы входят оседле Звежинец, Кроводжа, Лобзув, Мястечко-Студенцке АГН, Нова-Весь, Цихи-Концики и Чарна-Весь.
Дзельница была учреждена 27 марта 1991 года решением № XXI/143/91 городского совета Кракова. Современные границы дзельницы были утверждены решением городского совета № XVI/192/95 от 19 апреля 1995 года. До 24 мая 2006 года дзельница называлась как «Дзельница V Лобзув».

## Население
Численность населения дзельницы составляет 32.504.

## Достопримечательности

### Памятники культуры
Памятники культуры Малопольского воеводства:
| Изображение | Русское название               | Польское название                      | Местоположение            |
| ----------- | ------------------------------ | -------------------------------------- | ------------------------- |
|             | Вилла Моджеювка                | Willa «Modrzejówka»                    | ул. Мазовецкая, 14с       |
|             | Вилла на улице Вроцлавской, 20 | Willa przy ul. Wrocławskiej 20         | ул. Вроцлавская, 20       |
|             | Вилла на улице Вроцлавской, 22 | Willa przy ul. Wrocławskiej 22         | ул. Вроцлавская, 22       |
|             | Дом имени Юзефа Пилсудского    | Oleandry — Dom im. Józefa Piłsudskiego | ул. 3 мая, 7              |
|             | Краковский парк                | Park Krakowski                         |                           |
|             | Парк имени Генрика Йордана     | Park im. Henryka Jordana               | ул. 3 мая                 |
|             | Церковь святого Стефана        | Kościół św. Szczepana                  | ул. Генрика Сенкевича, 19 |

### Другие достопримечательности
- Музей борьбы за независимость, находящийся в Доме имени Юзефа Пилсудского на улице 3 мая, дом 7;
- Церковь блаженной Анели Салявы;